# Grenderich
Grenderich là một đô thị thuộc huyện Cochem-Zell, bang Rheinland-Pfalz, Đức. Đô thị này có diện tích 8,51 ki-lô-mét vuông.